# 줄무늬하이에나
줄무늬하이에나(Hyaena hyaena)는 하이에나의 한 종으로, 아시아(터키, 아라비아, 이란, 파키스탄, 아프가니스탄, 인도), 북아프리카, 동아프리카에 분포하고, 몸집이 작아 몸무게 27~54kg 정도이다. 털은 긴 편인데 거칠고, 목덜미에 갈기 모양의 긴 털이 나 있다. 플리오세부터 서식하였고, 야행성으로 큰 동물을 습격하는 일도 있고 주로 썩은 고기를 먹는다. 놀라면 갈기를 세우고 으르렁거리며, 흥분하면 사람의 웃음소리와 비슷한 소리를 낸다.

## 식량
주로 죽은 동물과 소형 동물을 먹는데, 과일과 물고기도 먹는다. 또 새 종류도 예외가 아닌데, 작은 새들도 안 가리고 잡아먹는다. 때로는 식물을 먹기도 한다.

## 계통 분류
다음은 하이에나과의 계통 분류이다.

|      | 점박이하이에나                                                  |
|      |                                                                 |
| N.N. | \| \| 줄무늬하이에나 \| \| \| \| \| \| 갈색하이에나 \| \| \| \| |
|      | \| \| 줄무늬하이에나 \| \| \| \| \| \| 갈색하이에나 \| \| \| \| |
|      | 줄무늬하이에나                                                  |
|      |                                                                 |
|      | 갈색하이에나                                                    |
|      |                                                                 |

|  | 줄무늬하이에나 |
|  |                |
|  | 갈색하이에나   |
|  |                |

|      | 점박이하이에나                                                  |
|      |                                                                 |
| N.N. | \| \| 줄무늬하이에나 \| \| \| \| \| \| 갈색하이에나 \| \| \| \| |
|      | \| \| 줄무늬하이에나 \| \| \| \| \| \| 갈색하이에나 \| \| \| \| |
|      | 줄무늬하이에나                                                  |
|      |                                                                 |
|      | 갈색하이에나                                                    |
|      |                                                                 |

|  | 줄무늬하이에나 |
|  |                |
|  | 갈색하이에나   |
|  |                |

## 기타
점박이하이에나, 갈색하이에나와 달리 표범보다 몸집이 작기 때문에 동아프리카에서도 표범에게 밀린다.